# Diplazium esculentum
Diplazium esculentum is een varen uit de wijfjesvarenfamilie (Athyriaceae). Oorspronkelijk afkomstig uit tropische gebieden van Oost-Azië, is hij door de mens verspreid over bijna alle tropische werelddelen.
De varen wordt in de Aziatische keuken gebruikt als groente, en is waarschijnlijk de meest gekweekte en geconsumeerde varen ter wereld.

## Naamgeving enetymologie
- Synoniem: Hemionitis esculenta Retz. (1791)
- Engels: Vegetable Fern
- Frans:Fougère végétale

De botanische naam Diplazium komt van het Oudgriekse διπλάζειν, diplazein (verdubbelen), naar de gepaarde sporenhoopjes op de onderzijde van de bladen.

## Kenmerken
Diplazium esculentum is een grote varen met een op een stam lijkende, rechtopstaande rizoom, en eveneens rechtopstaande bladen. De bladstelen zijn tot 60 cm lang, aan de basis zwart tot donkerbruin, en bezet met smalle, bruine schubben.
De bladschijf is tot 100 cm lang en tot 50 cm breed, ovaal, aan de basis versmald, met een lange, puntige top en een- tot tweemaal geveerd. De bladslipjes zijn langwerpig, kort gesteeld,met spitse top, de bladrand ingesneden of tot halverwege gelobd en getand.
De sporenhoopjes zijn lang niervormig en zitten op de onderzijde van de bladen, al dan niet gepaard aan beide zijde van de nerven, voorzien van een dun en snel verdwijnend dekvliesje.

## Habitaten verspreiding
Diplazium esculentum is een terrestrische varen die vooral groeit op schaduwrijke, beboste rivieroevers, vaak in grote kolonies.
Hij is oorspronkelijk afkomstig uit tropische gebieden van Zuid- en Oost-Azië en de eilanden van de Stille Oceaan. Daarbuiten is hij geïntroduceerd in onder meer Afrika, Hawaii en Florida.

## Economische belang
Diplazium esculentum wordt in de Aziatische keuken als groente gebruikt. De plant staat op de Filipijnen bekend als 'paco', en in noordelijk India als 'linguda'. De jonge scheuten en bladtoppen worden als salade gegeten, gekookt of geblancheerd of gebakken in de wok. Alhoewel hij, net als alle varens, licht toxisch is, zijn er geen ernstige gevolgen van het consumeren van deze varen bekend.
Daarnaast wordt deze varen ook als tuinplant of als kamerplant gebruikt.
... · D. australe · D. caudatum · D. dietrichianum · D. esculentum · D. melanochlamys · D. molokaiense · D. pycnocarpon · D. sibiricum · ...